# 鐵路大亨系列
鐵路大亨系列是經營模擬遊戲系列，由設計師席德·梅爾編寫，MicroProse發行。遊戲中玩家需要建造并經營鐵路公司，鋪設鐵道、建造站台、購買并編排列車。需要在一定時間內建造鐵路才能贏得遊戲。

## 遊戲
- 鐵路大亨（1990）
- 鐵路大亨II（1998）
- 鐵路大亨3（2003）
- 席德梅尔之铁路（2006）